# Leontodon tuberosus
Il dente di leone tuberoso (nome scientifico Leontodon tuberosus L., 1753) è una specie di pianta angiosperma dicotiledone della famiglia delle Asteraceae.

## Etimologia
Il nome del genere (Leontodon) deriva da due parole greche "leon" ( = leone), e "odous" ( = "dente") e si riferisce ai margini dentati delle foglie. L'epiteto specifico (tuberosus) fa riferimento al particolare tipo di fusto sotterraneo.

Il binomio scientifico della pianta di questa voce è stato proposto da Carl von Linné (1707 – 1778) biologo e scrittore svedese, considerato il padre della moderna classificazione scientifica degli organismi viventi, nella pubblicazione "Species Plantarum" del 1753.

## Descrizione

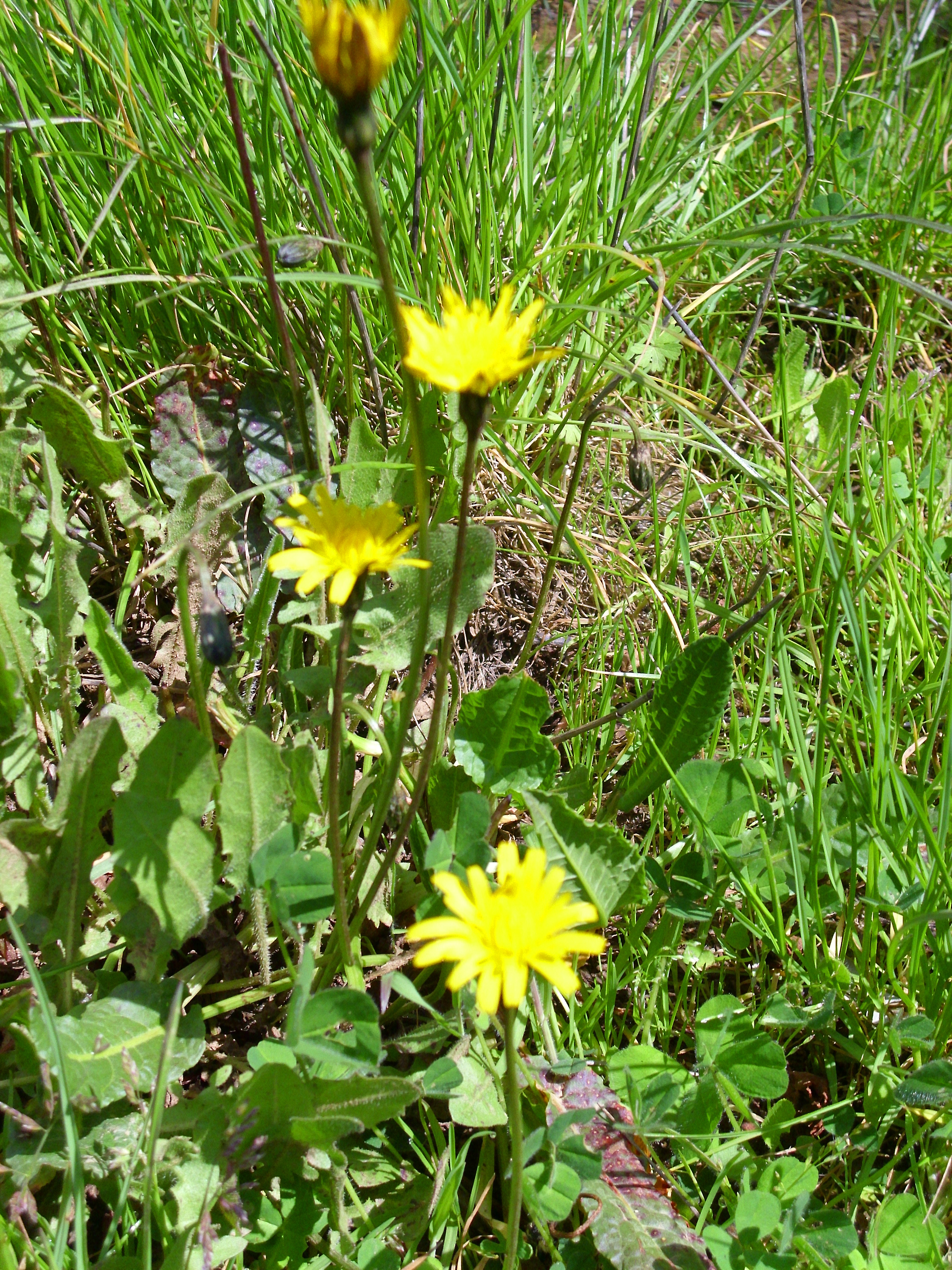
Il portamento

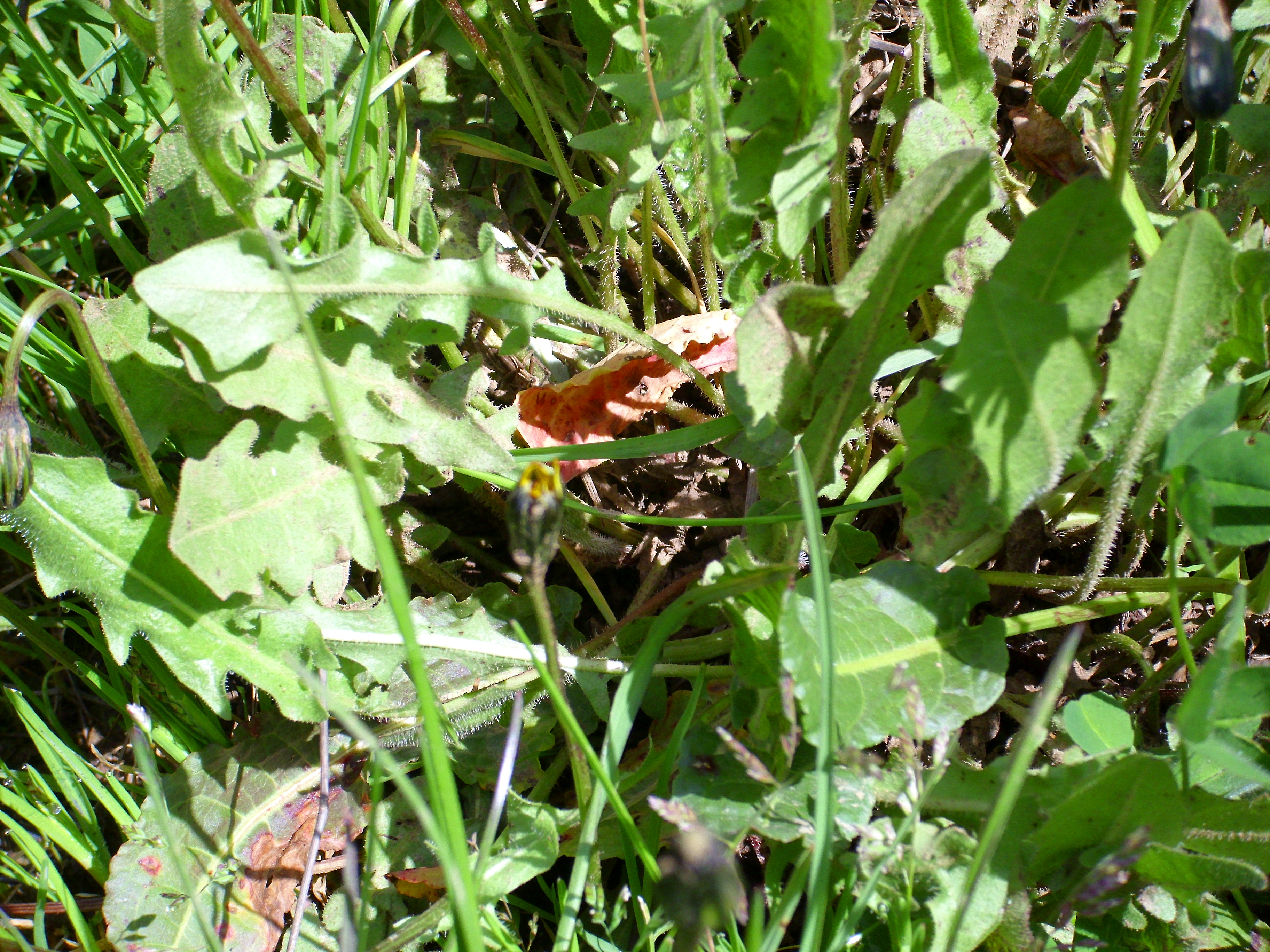
La rosetta basale delle foglie

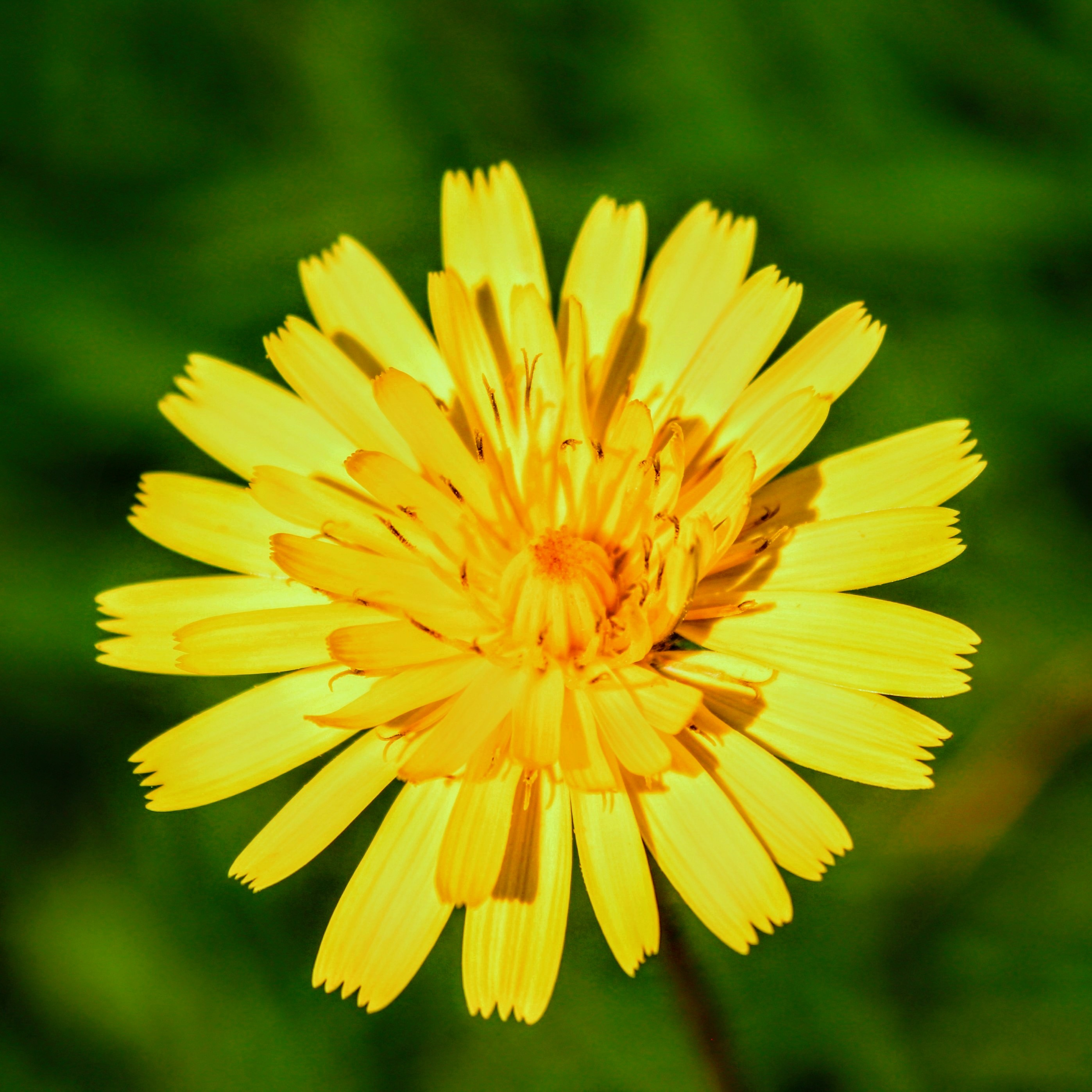
I fiori ligulati

Habitus. La forma biologica è emicriptofita rosulata (H ros), ossia sono piante perenni, con gemme svernanti al livello del suolo e protette dalla lettiera o dalla neve e con le foglie disposte a formare una rosetta basale. Alcune parti della pianta sono provviste di latice. La maggior parte di queste piante sono ricoperte da peli stellati.
Radici. Le radici sono secondarie da rizoma.
Fusto.
- Parte ipogea: la parte sotterranea è un rizoma tuberoso fusiforme, ingrossato e disposto in fascetti.
- Parte epigea: la parte aerea del fusto è uno scapo nudo (afillo), senza squame; la superficie è ricoperta sparsamente da peli di tipo forcato. L'altezza di queste piante varia da 15 a 40 cm.

Foglie. Questa pianta è provvista di una rosetta basale (le foglie cauline non sono presenti). La lamina delle foglie è di tipo sinuato-dentato con perimetro strettamente oblanceolato-spatolato con la larghezza massima verso l'apice della foglia; la superficie raramente è glabra, altrimenti è ricoperta da peli di tipo forcato di 0,6 - 1,4 mm. Dimensione delle foglie: larghezza 1 – 2 cm; lunghezza 5 – 20 cm.
Infiorescenza.  Le infiorescenze sono composte da singoli capolini, uno per ogni stelo (gli scapi normalmente sono indivisi). I capolini sono formati da un involucro a forma cilindrica (o campanulata) composto da brattee (o squame) disposte in modo embricato su più serie all'interno delle quali un ricettacolo fa da base ai fiori tutti ligulati. Le squame dell'involucro sono ricoperte da peli simili a quelli delle foglie; la forma delle squame è lineare (talvolta quelle esterne sono lanceolate). Il ricettacolo è nudo, ossia privo di pagliette a protezione della base dei fiori. Diametro del capolino: 1 - 2,5 cm. Dimensioni dell'involucro: larghezza 5 mm; lunghezza 10 mm.
Fiori. I fiori sono tutti del tipo ligulato (il tipo tubuloso, i fiori del disco, presente nella maggioranza delle Asteraceae, qui è assente), sono tetra-ciclici (ossia sono presenti 4 verticilli: calice – corolla – androceo – gineceo) e pentameri (ogni verticillo ha 5 elementi). I fiori sono ermafroditi e zigomorfi.
- Formula fiorale:

*/x K {\displaystyle \infty }, [C (5), A (5)], G 2 (infero), achenio
- Calice: i sepali del calice sono ridotti ad una coroncina di squame.
- Corolla:  i petali alla base sono saldati a tubo e terminano con una ligula a 5 denti (è la parte finale dei cinque petali saldati fra di loro). Di norma il colore delle corolle è giallo; quelle dei fiori più esterni si presentano con delle linguette blu-grigie sul lato più esterno. Lunghezza della corolla: 10 – 15 mm.
- Androceo: gli stami sono 5 con filamenti liberi, mentre le antere sono saldate in un manicotto (o tubo) circondante lo stilo.[17] La base delle antere è acuta. Il polline è tricolporato.[18]
- Gineceo: lo stilo filiforme è giallo e peloso sul lato inferiore; gli stigmi dello stilo sono due divergenti. La superficie stigmatica posizionata internamente (vicino alla base).[19] L'ovario è infero uniloculare formato da 2 carpelli.
- Fioritura: da maggio a novembre.

Frutti. I frutti sono degli acheni con pappo. Gli acheni periferici sono percorsi da deboli rughe, sono privi di becco e hanno un pappo ridotto ad una coroncina cartilaginea; quelli centrali hanno delle evidenti rughe trasversali, un becco ben sviluppato e il pappo è piumoso.

## Biologia
- Impollinazione: l'impollinazione avviene tramite insetti (impollinazione entomogama tramite farfalle diurne e notturne).
- Riproduzione: la fecondazione avviene fondamentalmente tramite l'impollinazione dei fiori (vedi sopra).
- Dispersione: i semi (gli acheni) cadendo a terra sono successivamente dispersi soprattutto da insetti tipo formiche (disseminazione mirmecoria). In questo tipo di piante avviene anche un altro tipo di dispersione: zoocoria. Infatti gli uncini delle brattee dell'involucro si agganciano ai peli degli animali di passaggio disperdendo così anche su lunghe distanze i semi della pianta.

## Distribuzione e habitat

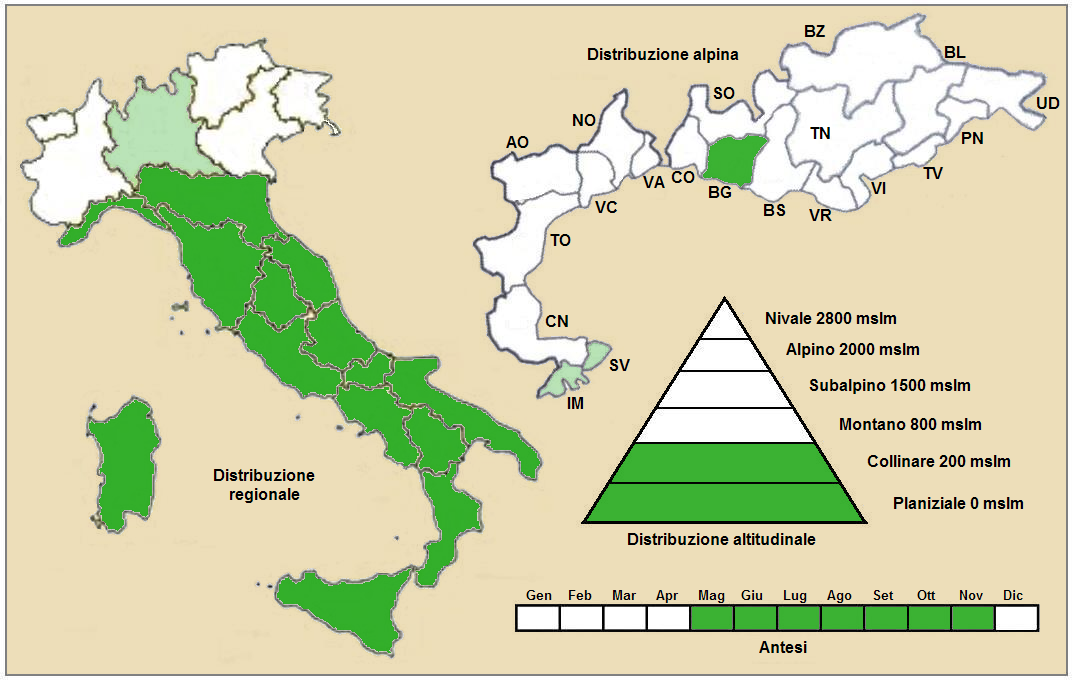
Distribuzione della pianta
(Distribuzione regionale – Distribuzione alpina)

- Geoelemento: il tipo corologico (area di origine) è Steno-Mediterraneo.
- Distribuzione: in Italia peninsulare e insulare è una specie comune, un po' meno nelle Alpi (in Francia si trova solamente nel dipartimento delle Alpes-Maritimes). Sugli altri rilievi europei si trova nei Pirenei, mentre fuori dall'Europa si trova nell'Africa mediterranea e nel Vicino Oriente.[2]
- Habitat: l'habitat tipico per queste piante sono i pascoli aridi, gli oliveti, le radure delle macchie, ma anche gli ambienti ruderali. Il substrato preferito è calcareo oppure calcareo/siliceo con pH basico, bassi valori nutrizionali del terreno che deve essere secco.
- Distribuzione altitudinale: sui rilievi queste piante si possono trovare fino a 1.000 m s.l.m.; frequentano quindi i seguenti piani vegetazionali: collinare e quello planiziale – a livello del mare.

### Fitosociologia

#### Areale alpino
Dal punto di vista fitosociologico alpino Leontodon tuberosus appartiene alla seguente comunità vegetale:
Formazione: delle comunità a emicriptofite e camefite delle praterie rase magre secche;
Classe: Lygeo-Stipetea
Ordine: Brachypodietalia phoenicoidis
Alleanza: Brachypodion phoenicoidis

#### Arale italiano
Per l'areale completo italiano Leontodon tuberosus appartiene alla seguente comunità vegetale:
Macrotipologia: vegetazione erbacea sinantropica, ruderale e megaforbieti
Classe: Artemisietea vulgaris Lohmeyer, Preising & Tüxen ex Von Rochow, 1951
Ordine: Crachypodio ramosi-dactyletalia hispanicae Biondi, Filigheddu & Farris, 2001
Alleanza: Leontodo tuberosi-bellidion sylvestris Biondi, Filigheddu & Farris, 2001
Descrizione: l'alleanza Brachypodion phoenicoidis è costituita da erbacce emicriptofite rosulate (ma anche scapose) perenni a fitta copertura. Sono presenti anche geofite bulbose e rizomatose con sviluppo vegetativo in inverno e fioritura precoce in primavera. Le ecologie presenti sono soprattutto le praterie perenni il cui sviluppo è favorito nella stagione invernale con fioritura primaverile, tipiche del macroclima mediterraneo. Sono compresi i piani bioclimatici da termo- a mesomediterranei. I suoli sono profondi, argillosi e non troppo inclinati. La distribuzione di questa alleanza è tipica della Sardegna centro-settentrionale, Sicilia e Lazio meridionale. In Europa è presente nella Penisola Iberica, nella Francia meridionale, nelle Isole Baleari e nella Corsica.
Specie presenti nell'associazione: Arisarum vulgare, Dactylis hispanica, Daucus carota subsp. hispanicus, Beta vulgaris subsp. maritima, Plantago lanceolata var. sphaerostachya, Convolvulus althaeoides, Asphodelus microcarpus, Carex flacca subsp. serratula, Ophrys sphegodes subsp. praecox, Orchis collina, Orchis longicornu, Urginea undulata, Urginea maritima, Scilla obtusifolia, Scilla autumnalis, Ranunculus bullatus, Ranunculus fiabellatus, Ornithogalum corsicum, Bellis sylvestris, Leontodon tuberosus, Anemone hortensis, Ranunculus bullatus, Ambrosinia bassii, Scilla obtusifolia e Scilla autumnalis.
Altre alleanze per questa specie sono:
- Brachypodion phoenicoidis
- Hyperico calabricae-Asphodelion macrocarpi
- Ornithogalo corsici-Trifolienion subterranei

## Tassonomia
La famiglia di appartenenza di questa voce (Asteraceae o Compositae, nomen conservandum) probabilmente originaria del Sud America, è la più numerosa del mondo vegetale, comprende oltre 23.000 specie distribuite su 1.535 generi, oppure 22.750 specie e 1.530 generi secondo altre fonti (una delle checklist più aggiornata elenca fino a 1.679 generi). La famiglia attualmente (2021) è divisa in 16 sottofamiglie.
Il genere Leontodon contiene circa 40 specie, una quindicina delle quali sono presenti nella flora spontanea italiana.

### Filogenesi
Il genere di questa voce appartiene alla sottotribù Hypochaeridinae della tribù Cichorieae (unica tribù della sottofamiglia Cichorioideae). In base ai dati filogenetici la sottofamiglia Cichorioideae è il terz'ultimo gruppo che si è separato dal nucleo delle Asteraceae (gli ultimi due sono Corymbioideae e Asteroideae). La sottotribù Hypochaeridinae fa parte del "quarto" clade della tribù; in questo clade è posizionata nel "core" del gruppo , vicina alle sottotribù Crepidinae e Chondrillinae.
Il genere di questa voce, nell'ambito della sottostribù occupa il "core" del gruppo, e con i generi Picris e Helminthotheca formano un "gruppo fratello". Ricerche recenti hanno dimostrato che il genere Leontodon nella delimitazione tradizionale è polifiletico. La sezione Thrincia insieme ai generi Picris e Helminthotheca formano una politomia, mentre le due sezioni Leontodon e  Asterothrix formano un "gruppo fratello" monofiletico.
La specie di questa voce appartiene alla sezione Thrincia: il centro della distribuzione di Thrincia è il Mediterraneo occidentale. Queste piante condividono peli a 2 - 3 rami, diritti o uncinati. Gli acheni sono dimorfi (esterni e interni): il pappo degli acheni esterni ha la forma di una coroncina cartilaginea; quello degli acheni interni è peloso. Questo gruppo è diviso in due cladi: (1) uno con la specie L. tuberosus distribuita nel Mediterraneo sud-occidentale e la specie L. maroccanus; (2) l'altro comprendente L. tingitanus (dalla Spagna al Marocco) e il gruppo di L. saxatilis. Il numero cromosomico predominante di base è x = 4.
I caratteri distintivi per la specie di questa voce sono:
- il ciclo biologico è perenne;
- la parte ipogea della pianta è provvista di sottili tuberi;
- gli acheni interni sono differenti da quelli esterni;
- il pappo degli acheni centrali è piumoso.

Il numero cromosomico di L. tuberosus è: 2n = 8.

### Sinonimi
Questa entità ha avuto nel tempo diverse nomenclature. L'elenco seguente indica alcuni tra i sinonimi più frequenti:
- Apargia bulbosa Balb.
- Apargia lyrata  Ten.
- Apargia tuberosa  (L.) Willd.
- Colobium tripolitanum  (Boiss.) Holub
- Colobium tuberosum  (L.) Holub
- Hieracium tuberosum  Balb. ex Steud.
- Hyoseris grumosa  Poir.
- Hyoseris tuberosa  (L.) Savi
- Leontodon olivieri  Holmboe
- Picris tuberosa  (L.) All.
- Spitzelia tuberosa  (L.) Pomel
- Streckera tuberosa  (L.) Fourr.
- Thrincia grumosa  Brot.
- Thrincia squamata  Caball.
- Thrincia tripolitana  Sch.Bip. ex Buser
- Thrincia tuberosa  (L.) DC.

## Altre notizie
Il dente di leone tuberoso  in altre lingue è chiamato nei seguenti modi:
- (DE)  Knolliges Milchkraut
- (FR)  Liondent tubéreux